# Franz Herbert

Franz Herbert

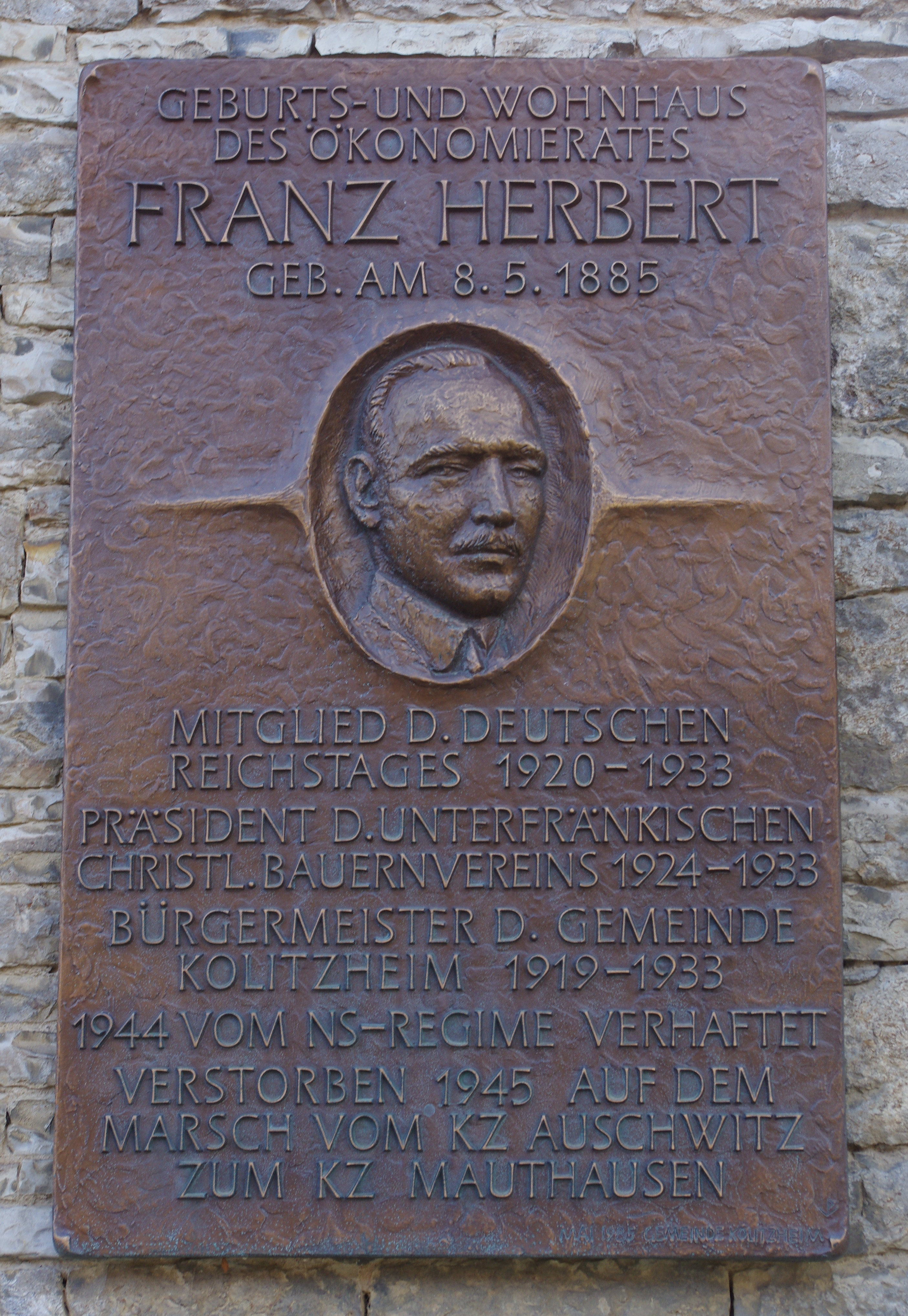
Gedenktafel am Geburtshaus

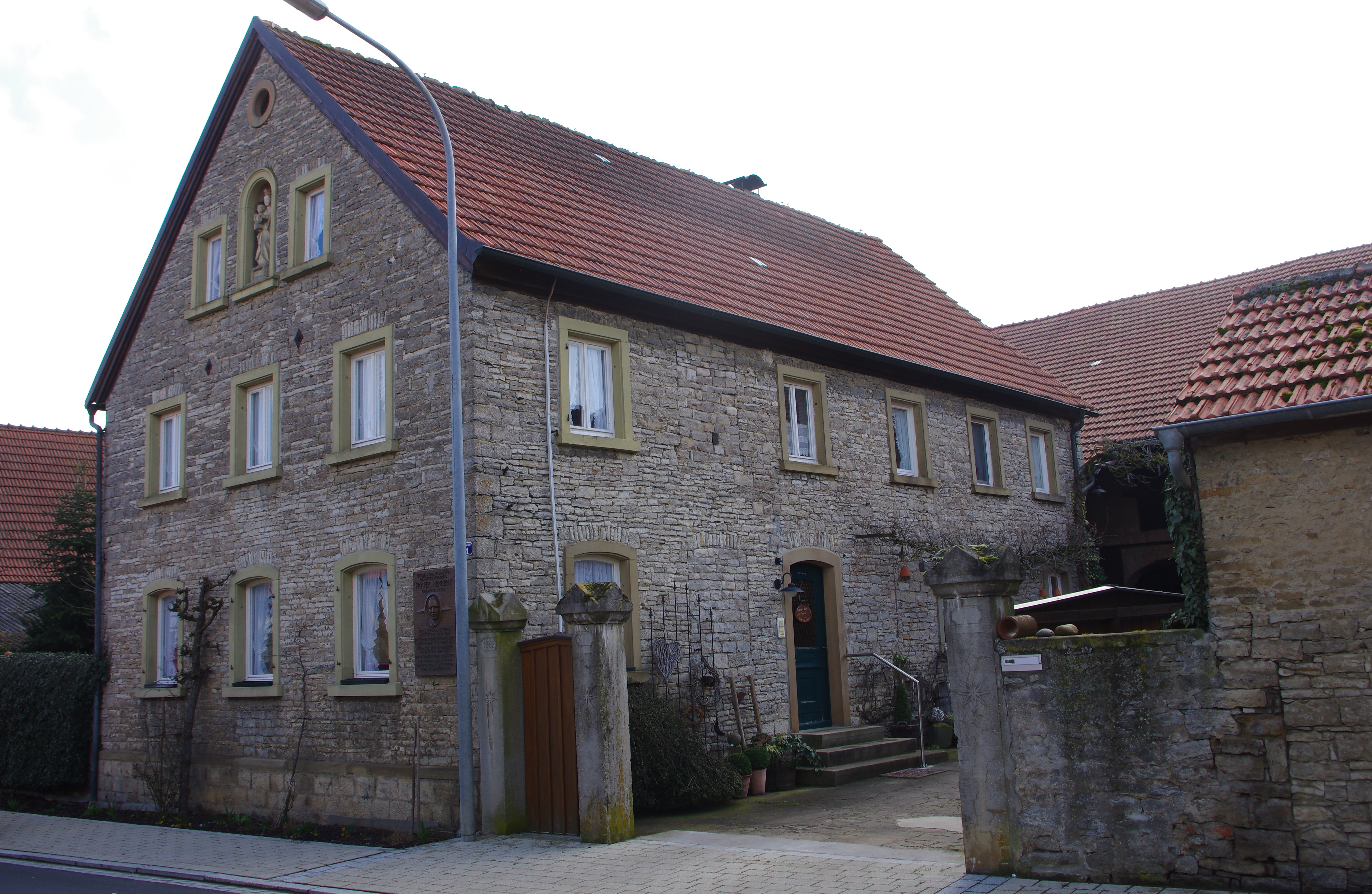
Geburtshaus in Kolitzheim

Franz Herbert (* 8. Mai 1885 in Kolitzheim, Unterfranken; † wahrscheinlich Anfang Februar 1945 auf dem Marsch vom KZ Auschwitz zum KZ Mauthausen) war ein deutscher Landwirt,  Bayerischer Ökonomierat und Politiker (BVP).

## Leben und Wirken
Nach dem Besuch der Volksschule in seinem Heimatort Kolitzheim arbeitete Franz Herbert in der Landwirtschaft seiner Eltern mit, die er 1909 übernahm. 1907/08 ließ er sich zur Vervollkommnung seiner Kenntnisse im Rahmen von Kursen in Regensburg weiterbilden.
Nach dem Ersten Weltkrieg begann Herbert sich verstärkt politisch zu betätigen und wurde Mitglied der Bayerischen Volkspartei. Mit der Wahl zum Bürgermeister von Kolitzheim am 1. Juli 1919 übernahm er sein erstes öffentliches Amt. Im Juni 1920 zog Herbert als Abgeordneter der BVP in den Reichstag ein, dem er in der Folge ohne Unterbrechung bis ins Jahr 1933 als Vertreter 26 (Franken) angehören sollte. Kurz vor seinem Ausschluss aus dem Parlament im Sommer 1933 stimmte er für die Annahme des von der Regierung Hitler eingebrachten Ermächtigungsgesetzes vom März 1933. Landespolitisch engagierte Herbert sich von 1924 bis ins Jahr 1933 als Präsident des Unterfränkischen Bauernvereins.
Nach der nationalsozialistischen Machtübernahme im Frühjahr 1933 wurde Herbert als Bürgermeister von Kolitzheim abgesetzt und im Juni kurzzeitig in „Schutzhaft“ genommen. Anschließend lebte er zurückgezogen als Landwirt in Kolitzheim. Aufgrund seiner Verbindung zum Würzburger Bischof Matthias Ehrenfried wurde er von der Gestapo beobachtet. Seine Weigerung, den Hitlergruß zu entbieten, brachte ihm Maßregelungen wegen „Störung der öffentlichen Ordnung“ und „groben Unfugs“ ein.
Am 24. August 1944 wurde Herbert im Zuge der Aktion „Gitter“ von der Gestapo verhaftet. Nach der vorübergehenden Unterbringung im Notgefängnis Würzburg der Gestapo – wo sein ehemaliger Parlamentskollege Adam Stegerwald zu seinen Mithäftlingen gehörte – wurde er ins KZ Dachau und von dort nach Auschwitz beziehungsweise ins KZ Auschwitz-Monowitz überführt (Häftlingsnummer 200.306). Ein amtsärztliches Zeugnis vom 10. November bezeichnete Herbert unter Hinweis auf eine vermutete Herzkrankheit als „vorerst noch haftfähig und transportfähig, aber nur beschränkt lagerfähig und arbeitsfähig“. In Monowitz musste er sich in einer Fabrik an der Produktion von synthetischem Benzin und Gummi beteiligen.
Als die Rote Armee sich Anfang Februar 1945 Auschwitz näherte, wurde Herbert zusammen mit einigen tausend anderen Häftlingen von den SS-Wachmannschaften zwangsevakuiert: Im Zuge eines später als „Todesmarsch“ bekannt gewordenen Räumungsunternehmens mussten die Häftlinge zu Fuß die Strecke bis ins weiter westlich, vorerst außerhalb der Reichweite der Roten Armee gelegene KZ Mauthausen zurücklegen. Franz Herbert ist seit dieser Zeit verschollen. Sein genauer Todestag und -ort sind unbekannt. Es wird angenommen, dass Herbert der physischen Belastung des Gewaltmarsches nicht gewachsen war und auf dem Weg von Auschwitz nach Mauthausen ums Leben kam. Herberts Ehefrau Therese ließ ihn in den 1950er Jahren für tot erklären und bezog dann eine Witwenrente. Der Internationale Suchdienst setzte später den 7. Februar 1945 als Todestag an; dabei handelt es sich indessen nur um eine Schätzung und nicht um eine gesicherte Tatsache.

## Ehrungen
Zum Gedenken an Herbert ließen der Bayerische Bauernverband und die Gemeinde Kolitzheim 1985 eine Gedenktafel an seinem ehemaligen Haus in Kolitzheim anbringen. Weitere Gedenktafeln finden sich an der Landwirtschaftsschule in Würzburg und am Platz der Republik in Berlin. Die zuletzt genannte Tafel ist ein Teil des 1992 eingeweihten Mahnmals zur Erinnerung an 96 vom nationalsozialistischen Regime ermordete Reichstagsabgeordnete. Die katholische Kirche hat Franz Herbert als Glaubenszeugen in das deutsche Martyrologium des 20. Jahrhunderts aufgenommen.